# Karl-Heinz Esch
Karl-Heinz Esch (* 12. August 1939; † 22. Februar 2018) war ein deutscher Fußballspieler.

## Karriere
Esch stand in den Jahren 1964 bis 1967 vier Mal in Folge mit der Amateurmannschaft von Hannover 96 im Finale um die Deutsche Amateurmeisterschaft. Das am 27. Juni 1964 erreichte Finale im Hagener Ischelandstadion wurde vor 10.000 Zuschauern mit 2:0 gegen den SV Wiesbaden gewonnen. Im Team von Trainer Hannes Kirk stellte er sein Können unter Beweis und erzielte den 1:0-Führungstreffer in der 42. Minute; das 2:0 erzielte sein Mitspieler Michael Ferenz in der 77. Minute.
Die Titelverteidigung gelang am 27. Juni 1965 im Siegener Leimbachstadion vor 8.000 Zuschauern mit 2:1 erneut gegen den SV Wiesbaden; er hatte mit seinen beiden Toren in der siebten und 67. Minute zum 1:0  und 2:1 erheblichen Anteil daran. Auch am 2. Juli 1966 im Herforder Ludwig-Jahn-Stadion erzielte er ein Tor, doch es blieb das einzige bei der 1:5-Niederlage gegen die Amateurmannschaft von Werder Bremen. Auch am 1. Juli 1967 gehörte er der Finalmannschaft an, die – erneut in Herford – mit 0:2 der STV Horst-Emscher unterlegen war.
Seine guten Leistungen im Amateurteam, verschafften ihm die Möglichkeit in der Bundesliga zum Einsatz zu kommen. In der Saison 1966/67 setzte Trainer Horst Buhtz ihn ein. Er debütierte am 11. März 1967 (25. Spieltag) beim 1:0-Sieg im Heimspiel gegen Rot-Weiss Essen und bestritt vier weitere Punktspiele am 30. bis 33. Spieltag.

## Erfolge
- Deutscher Amateurmeister 1964, 1965
- Finalist Deutsche Amateurmeisterschaft 1966, 1967